# Francesco Bartolomeo Conti
Francesco Bartolomeo Conti (ur. 20 stycznia 1681 we Florencji, zm. 20 lipca 1732 w Wiedniu) – włoski kompozytor, mandolinista i teorbista.

## Życiorys
Od 1701 do 1726 roku przebywał na dworze cesarskim w Wiedniu, gdzie pełnił funkcję nadwornego teorbisty. Od 1713 roku był również nadwornym kompozytorem. Około 1729 roku ze względu na zły stan zdrowia wyjechał do Włoch, skąd na krótko przed śmiercią powrócił do Wiednia. Był trzykrotnie żonaty. Po śmierci pierwszej żony w 1711 roku poślubił śpiewaczkę Marię Landini, występującą w jego operach. Po jej śmierci poślubił w 1725 roku śpiewaczkę Marię Annę Lorenzani. Jego syn Ignazio Maria Conti (1699–1759) również był kompozytorem i teorbistą.
Obok Antonia Caldary był czołowym włoskim kompozytorem działającym na dworze wiedeńskim w 1. połowie XVIII wieku. Współpracował z najważniejszymi librecistami swojej epoki: Apostolo Zeno, Pietro Metastasio i Pietro Pariatim. Tworzył opery utrzymane w stylu włoskiej opery lirycznej. Ceniony był także w swoim czasie jako wirtuoz teorby.

## Wybrane kompozycje
(na podstawie materiałów źródłowych)

### Opery
- Clotilde (wyst. Wiedeń 1706)
- Il trionfo dell’amicizia e dell’amore (wyst. Wiedeń 1711, wersja zrewid. pt. Il trionfo dell’amore e della costanza wyst. Hamburg 1718)
- Circe fatta saggia (wyst. Wiedeń 1713)
- Alba Cornelia (wyst. Wiedeń 1714, wersja zrewid. wyst. Wrocław 1726)
- I Sattiri in Arcadia (wyst. Wiedeń 1714)
- Il Ciro (wyst. Wiedeń 1715)
- Teseo in Creta (wyst. Wiedeń 1715)
- Il finto Policare (wyst. Wiedeń 1716)
- Sesosiri, re di Egitto (wyst. Wiedeń 1717)
- Astarto (wyst. Wiedeń 1718)
- Amore in Tessaglia (wyst. Wiedeń 1718)
- Don Chisciotte in Sierra Morena (wyst. Wiedeń 1719, wersja zrewid. wyst. Hamburg 1720)
- Cloris und Thyrsis (wyst. Hamburg 1719)
- Galatea vendicata (wyst. Wiedeń 1719)
- Alessandro in Sidone (wyst. Wiedeń 1721, wersja zrewid. wyst. Hamburg 1726)
- La via del saggio (wyst. Wiedeń 1721)
- Archelao, re di Cappadocia (wyst. Wiedeń 1722)
- Pallade trionfante (wyst. Wiedeń 1722)
- Creso (wyst. Wiedeń 1723)
- Il trionfo della fama (wyst. Wiedeń 1723)
- Penelope (wyst. Wiedeń 1724)
- Meleagro (wyst. Wiedeń 1724)
- Griselda (wyst. Wiedeń 1725)
- Isicratea (wyst. Wiedeń 1726)
- Issipile (wyst. Wiedeń 1732, wersja zrewid. wyst. Hamburg 1737)

### Oratoria
- Il Gioseffo (wyst. Wiedeń 1706)
- Il martirio di san Lorenzo (wyst. Wiedeń 1710)
- La colpa originale (wyst. Wiedeń 1718)
- Dio sul Sinai (wyst. Wiedeń 1719)
- Mosè preservato (wyst. Wiedeń 1720)
- Naaman (wyst. Wiedeń 1721)
- Il David perseguitato da Saul (wyst. Wiedeń 1723)
- David (wyst. Wiedeń 1724)
- L’osservanza della divina legge nel martirio de’Maccabei (wyst. Wiedeń 1732)
- Gioseffo che interpreta i sogni (wyst. Wiedeń 1736)
- S. Elena al Calvario (wyst. Brno 1736)